# HORSE (poker)
Pour les articles homonymes, voir Horse.

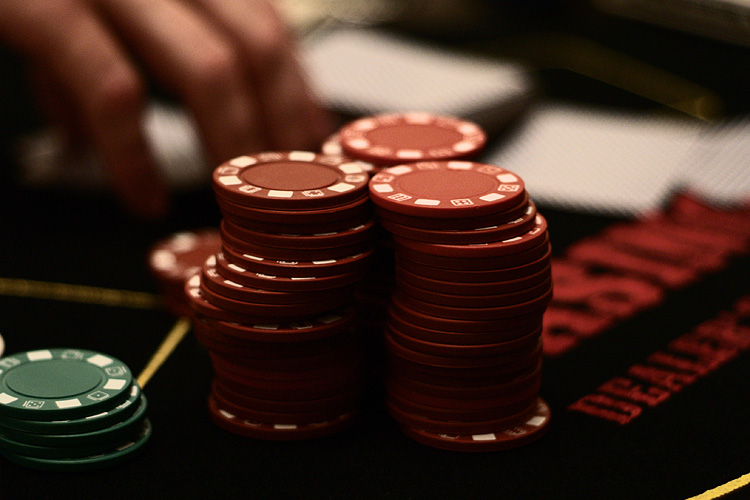
jetons de poker

Le H.O.R.S.E. est une variante du poker. Il s'agit d'un poker mixte, qui permet de jouer à plusieurs variantes en une partie.
Le horse comprend les cinq variantes suivantes :
- Texas Hold'em
- Omaha eight or better
- Razz (Stud à sept cartes Low)
- Stud (Stud à sept cartes High)
- Stud Eight-or-Better (Stud à sept cartes High-Low)

Le H.O.R.S.E. (cheval) se joue uniquement en limit. Les limites sont fixées en début de partie et restent les mêmes tout au long du jeu, quelle que soit la variante jouée.
On change de variante à chaque tour, lorsqu'on finit le tour par le stud à 7 cartes, on reprend par le texas hold'em.